# Calabar
Calabar je nigerijska luka u Gvinejskom zaljevu i glavni grad savezne države Cross River. Rijeka Cross protječe kroz grad i ulijeva se u Atlantski ocean.
Od 16. do 19. stoljeća Calabar je bio najpoznatiji kao polazna luka brodova trgovaca robljem. Većina brodovlasnika bili su Englezi, najčešće iz Bristola i Liverpoola. Robovi, koji su dovažani iz unutrašnjosti, pretežno su bili pripadnici naroda Igbo.
Prema popisu iz 1991., Calabar ima 310.839 stanovnika.

## Vanjske poveznice

### Ostali projekti
|  | Zajednički poslužitelj ima još gradiva o temi Calabar |